# Gazette du Bon Ton

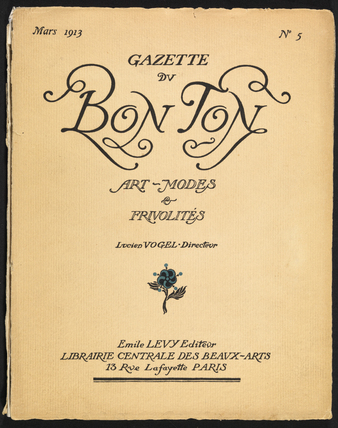
Copertina del n. 5, marzo 1913

La Gazette du Bon Ton è stata una rivista francese fondata a Parigi nel 1912, ed è considerata un precursore delle riviste di moda apparse nei decenni successivi.

## Storia
La rivista fu fondata nel 1912 dall'editore Lucien Vogel in collaborazione con Michel De Brunhoff, futuro curatore dell'edizione francese di Vogue. Uscì dal 1912 al 1914 e dal 1920 al 1925, quando fu acquistata da Condé Nast, editore della versione statunitense di Vogue dal 1893.
La rivista si caratterizzò e si distinse dalle altre per l'importanza attribuita all'illustrazione di moda, pubblicando tavole che illustravano le creazioni delle maggiori case di moda dell'epoca, quali quella di Paul Poiret, di Jeanne Paquin e di Charles Frederick Worth. Fra gli autori delle tavole si ricordano i disegnatori André Édouard Marty, George Barbier, Thayaht, Charles Martin, Pierre Brissaud, Paul Iribe, Georges Lepape, Umberto Brunelleschi, Pierre Morge, Étienne Drian ed Eduardo Benito.
I numeri della rivista erano tipicamente composti da una decina di tavole a colori realizzate con la tecnica del pouchoir e da diversi bozzetti.

## Tavole

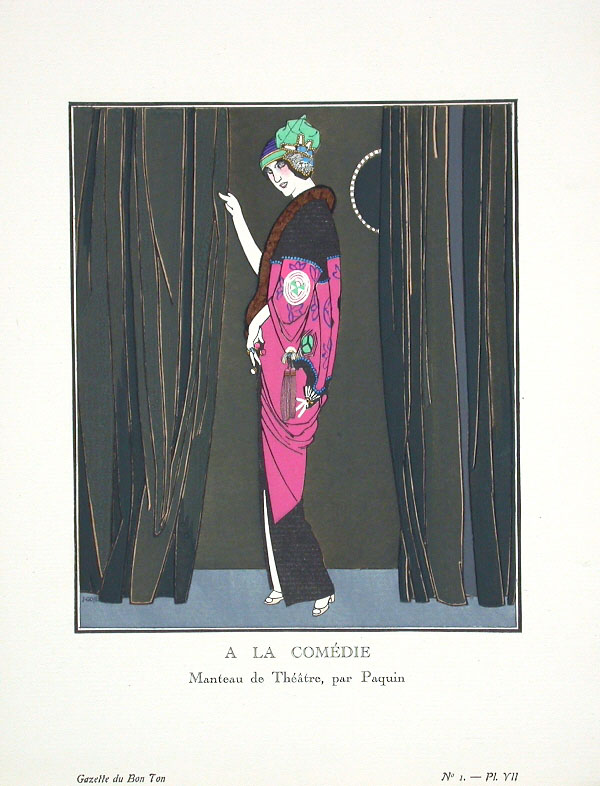
"A la Comedie. Manteau du Theatre de Paquin."
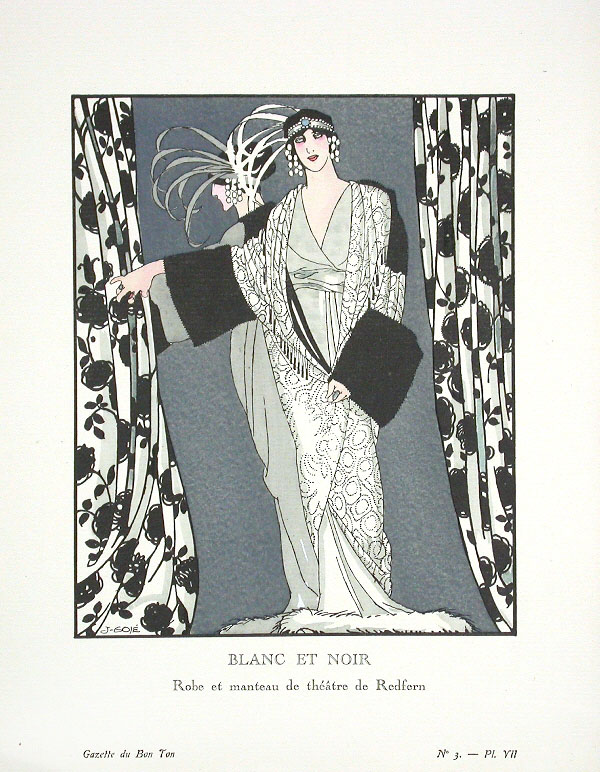
"Blanc et Noir. Robe et manteaux de théâtre de Redfern"
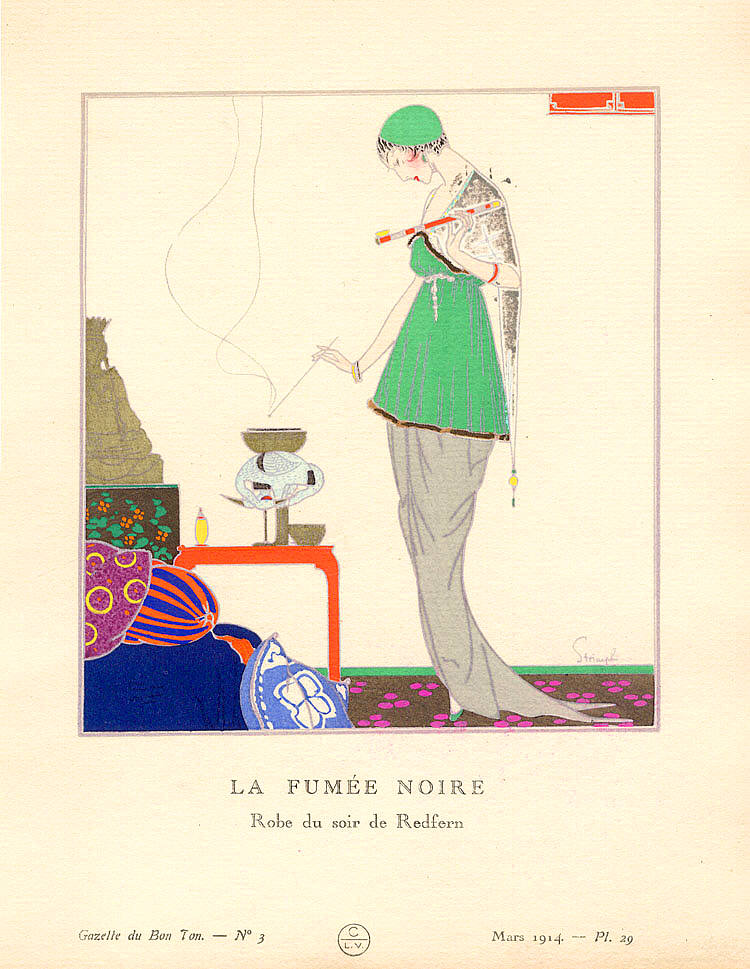
"La fumée noir. Robe du soir de Redfern"
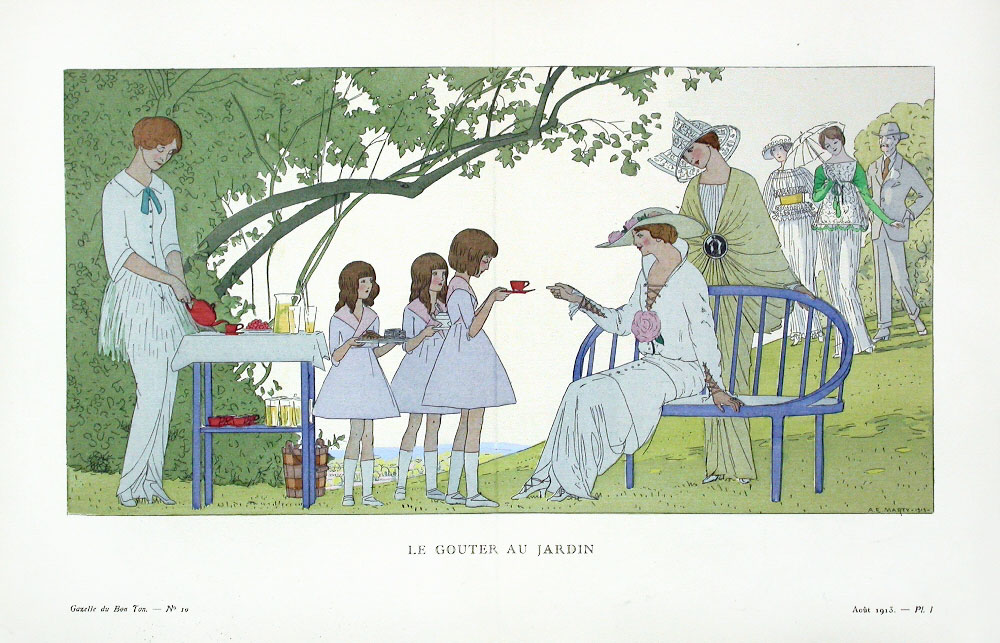
"Le Gouter au Jardin"
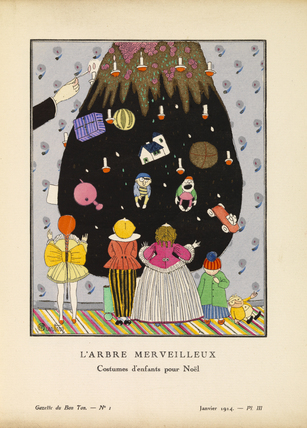
"L'Arbre Merveilleux, Costumes d'enfants pour Noël"
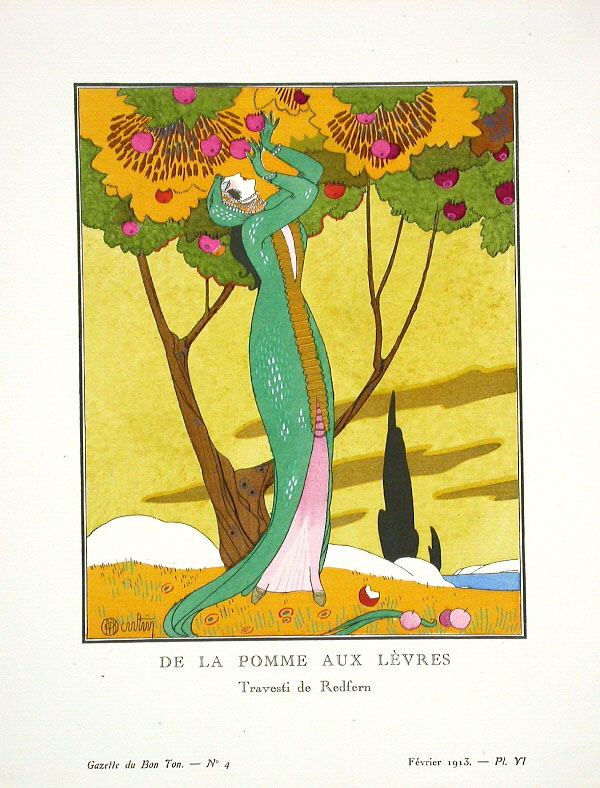
"De la Pomme aux Levres. Travesti de Redfern."